# HMS Taciturn
HMS Taciturn (P314) – brytyjski okręt podwodny należący do trzeciej grupy brytyjskich okrętów podwodnych typu T. Został zbudowany jako P314 w stoczniach Vickers-Armstrongs w Barrow i Bellis and Morcom Ltd. Zwodowano go 7 czerwca 1944. Jak dotychczas był jedynym okrętem Royal Navy noszącym nazwę „Taciturn”.

## Służba
Służył na Dalekim Wschodzie przez większość swojej służby wojennej. Zatopił tam hulk będący stacją ostrzegania przeciwlotniczego (był to kadłub podniesionego holenderskiego okrętu podwodnego „K XVIII”), pomocniczy ścigacz okrętów podwodnych „Cha 105” i żaglowiec. 1 sierpnia 1945 „Taciturn” w towarzystwie HMS „Thorough” atakował japońską żeglugę i instalacje brzegowe na północnym wybrzeżu Bali. Zatopił dwa żaglowce ogniem artyleryjskim.
Przetrwał wojnę i pozostał w służbie. Był pierwszą jednostką, która przeszła ulepszenie do typu Super T. Zezłomowany w Briton Ferry 8 sierpnia 1971.